# Karl Lambertin
Karl Lambertin (* 23. April 1936 in Frechen) ist ein ehemaliger deutscher Fußballspieler. In der Saison 1958/59 bestritt er in der Fußball-Oberliga West für Borussia Mönchengladbach fünf Ligaspiele, ehe er von 1968 bis 1972 für Fortuna Köln in der Fußball-Regionalliga West 105 Spiele mit 24 Toren absolvierte. Er ist der älteste Torschütze im DFB-Pokal.

## Laufbahn

### Amateurfußball und Oberliga West, bis 1968
Die fußballerische Karriere von Karl Lambertin begann beim SC West Köln und verzeichnete ihren ersten Höhepunkt in der Saison 1957/58 bei Jugend 07 Bergheim, wo er sich mit über 70 Toren als Torjäger auszeichnete. Der Aufsteiger in die Oberliga West, Borussia Mönchengladbach, verpflichtete daraufhin den Angreifer für die Saison 1958/59. Im Ablösespiel für den weiteren Neuzugang Bosco Sencar, am 3. August 1958 gegen den niederländischen Verein NAC Breda, kam Lambertin erstmals als Mittelstürmer zum Einsatz und erzielte zum 5:3-Erfolg der Elf vom Bökelberg einen Treffer. Trainer Fritz Pliska hatte den Angriff im damaligen WM-System mit Karl-Heinz Mülhausen, Albert Jansen, Lambertin, Egmont Kablitz und Willi Wicken auflaufen lassen. Da der Ex-Amateur aber bereits den Beruf als Fotograf und Fotokaufmann in Köln erlernt und ausübte, ihm der Job wichtiger war und in der damaligen Oberliga keine großen Gelder zu verdienen waren, investierte Lambertin nicht die nötige Energie und Zeitaufwand, um in Mönchengladbach der Stammelf anzugehören. Sein Oberligadebüt gab er am 28. Dezember 1958 bei der 1:3-Auswärtsniederlage beim Meidericher SV als Mittelstürmer. Es folgten Einsätze gegen Schalke 04, Rot-Weiss Essen und Alemannia Aachen, ehe er mit der 0:2-Auswärtsniederlage am 15. März 1959 bei Viktoria Köln seine Aktivität am Niederrhein nach fünf Oberligaspielen beendete. Er löste seinen Dreijahresvertrag auf, widmete sich verstärkt seinem Verdienst als Pressefotograf und schloss sich der SpVg Frechen 20 im Fußball-Verband Mittelrhein an. Ein sechster Oberligaeinsatz am 1. März 1959 beim Duisburger Spielverein war nach Protest annulliert worden. Stammspieler in der Offensive in Mönchengladbach waren in der Saison 1958/59 die Stürmer Albert Brülls, Martin Quarz, Kablitz und Mülhausen gewesen.
Mit den Schwarz-Weißen vom Sportpark an den sieben Bäumen in Frechen gelang Lambertin in der Saison 1960/61 der Aufstieg in die Verbandsliga Mittelrhein. Die nächsten sechs Jahre war der unermüdliche Antreiber des Spiels, egal ob als Libero oder Mittelstürmer, einer der herausragenden Akteure des Fußballs in der Verbandsliga Mittelrhein. In der Saison 1963/64 gewann der spätere 105-fache Auswahlspieler mit der Mittelrheinelf den Länderpokal der Amateure.

### Fortuna Köln, 1968 bis 1972
Mit 32 Jahren unterschrieb Lambertin zur Saison 1968/69 einen Vertrag bei Fortuna Köln in der Regionalliga West. Mäzen Jean Löring hatte den Routinier zu einem Wechsel in den Unterbau der Bundesliga überredet. Der Regionalligaaufsteiger des Jahres 1967 holte neben dem Kapitän aus Frechen noch die Spieler Helmar Schwarzbach (Torhüter), Günter Nasdalla, Hans Krostina, Karl-Heinz Struth, Dieter Gerhards, Franz-Peter Neumann und Peter Staerk in die Kölner Südstadt. Lambertin erfüllte in vollem Umfang die Erwartungen, lief in allen 34 Spielen für die Fortuna auf und erzielte sieben Tore. Die Elf von Trainer Jupp Schmidt belegte den 13. Rang, und nur Stürmer Friedhelm Otters übertraf mit acht Toren die Trefferquote des regulären Abwehrchefs und Liberos. Sein Debüt in der Regionalliga gab Lambertin am 18. August 1968 bei der 0:2-Heimniederlage gegen den VfL Bochum. Mit Torhüter Schwarzbach sowie den Feldspielern Peter Boers, Staerk und Werner Walter bildete er dabei gegen den VfL-Angriff mit Hans Grieger, Gustav Eversberg, Hans-Jürgen Jansen, Dieter Versen und Werner Balte die Fortuna-Defensive. Die zwei Derbys gegen Viktoria Köln endeten jeweils torlos 0:0. Zum Rundenabschluss gab es einen 3:1-Heimerfolg gegen den TSV Marl-Hüls.
In seiner zweiten Saison bei Fortuna Köln, 1969/70, misslang der Start unter dem neuen Trainer Vladimir Beara trotz der bundesligaerfahrenen Neuzugänge Wolfgang Fahrian und Anton Regh mit 2:14 Punkten. Erst am neunten Spieltag, dem 19. Oktober 1969, gelang mit einem 4:1-Erfolg gegen Wattenscheid 09 der erste doppelte Punktgewinn. Lambertin spielte weiter auf hohem Niveau und wurde nach dem 3:1-Sieg im Lokalderby gegen Viktoria Köln – mit Rudolf Pöggeler, Hans Sturm, Paul Alger und Trainer Hans Neuschäfer – am 21. Dezember 1969 vom Kölner EXPRESS mit folgender Beschreibung gewürdigt: „Ohne Lambertin wäre Fortuna Köln nur die Hälfte wert. Der Fortunen-Kapitän riß nach dem 0:1-Rückstand das Steuer herum und lieferte ein großes Spiel.“ Auch im zweiten Regionalligajahr bestritt er alle 34 Ligaspiele und erzielte dabei zehn Tore.
In der dritten Saison, 1970/71, ging es mit dem neuen Trainer Ernst-Günter Habig und den Neuzugängen Uwe Blotenberg, Wolfgang Glock, Helmut Bergfelder, Manfred Kreis, Werner Waddey und Gerd Zimmermann in der Tabelle in die vorderen Regionen. Herausragend waren die zwei 2:0-Heimerfolge gegen Meister VfL Bochum (15. November 1970) und Vizemeister Fortuna Düsseldorf (31. Oktober 1970), wobei jeweils der Kapitän als Libero mit Vorstopper Zimmermann vor Torhüter Fahrian die Zentrale der Defensive bildete. Das Rückspiel am 2. Mai 1971 in Bochum verloren Lambertin und Kollegen vor 20.000 Zuschauern durch ein Tor von Dieter Versen in der 93. Spielminute mit 2:3 Toren. Lambertin erzielte in 31 Ligaeinsätzen sieben Tore, und Fortuna Köln errang den vierten Rang in der West-Regionalliga.
Mit 35 Jahren ging Lambertin neben den Neuzugängen Noel Campbell, Rolf Bauerkämper, Rolf Kucharski und Hans-Günter Neues in seine vierte Regionalliga-Saison 1971/72. Nach der 1:4-Niederlage am 19. September 1971 an der Hafenstraße gegen Rot-Weiss Essen beendete er nach insgesamt 105 Regionalligaeinsätzen mit 24 Toren seine Spieleraktivität bei Fortuna Köln. Er hatte bei der Fortuna alles in einer Person verkörpert: Kapitän, Libero, Torjäger. Für den zehnfachen Nationaltorhüter Wolfgang Fahrian war Lambertin die Nummer eins: „Ich habe nie mit einem besseren Libero gespielt.“

### Wieder in Frechen, 1972 bis 1986
Lambertin kehrte zur Saison 1972/73 zur Spielvereinigung Frechen zurück. Mit Trainer Fritz Pott hatte er maßgeblichen Anteil am Gewinn der Mittelrheinmeisterschaft. Den Titelgewinn in der Verbandsliga errang Frechen vor Viktoria Köln und den Amateuren des 1. FC Köln. Er erlebte 1974/75 den Abstieg in die Landesliga und 1979/80 die erneute Meisterschaft in der Verbandsliga und damit als 44-Jähriger in der Saison 1980/81 die Verbandsrunde in der Amateuroberliga Nordrhein. In der Oberligasaison war der Senior auch in den zwei Spielen im DFB-Pokal gegen DSC Wanne-Eickel und den Bünder SV (1:3) als Libero im Einsatz. Karl Lambertin ist durch seinen Treffer am 4. Oktober 1980 zum zwischenzeitlichen 1:1 von Frechen gegen den Bünder SV der bis heute älteste Torschütze in der Hauptrunde des DFB-Pokals. Nach einer Roten Karte im Verbandsligaspiel gegen VfR Übach-Palenberg in der Saison 1985/86 beendete die Frechener Legende mit 49 Jahren ihre Spielerlaufbahn.
Lambertin werden rund 2000 Spiele mit fast 2000 Toren zugeschrieben. Der dreifache Großvater und ehemaliger Betreiber eines großen Sportgeschäfts in Frechen hat neben dem Fußball noch Tennis auf hohem Niveau bei den Senioren des TC Deckstein gespielt – 1981 wurde er Stadtmeister – und im Winter war der Sportler aus Leidenschaft als Skifahrer aktiv. Mehr noch als die Tore und Spiele hat Jean Löring imponiert, dass Lambertin nach seiner Rückkehr zu Frechen 20 alles in einer Person war – genau wie er: Präsident, Trainer und Spieler. Löring: „Der Karl hat alles, was ihm als Spieler geschenkt worden ist, zurückgezahlt. Solche Kerle braucht der Fußball.“